# Milichus durandi
Milichus durandi är en skalbaggsart som beskrevs av Yves Cambefort 1996. Milichus durandi ingår i släktet Milichus och familjen bladhorningar. Inga underarter finns listade i Catalogue of Life.